# Silent Scope 2: Fatal Judgement
Silent Scope 2: Fatal Judgement (conosciuto come Silent Scope 2: Dark Silhouette in Nord America e Silent Scope 2: Innocent Sweeper in Giappone) è un videogioco arcade sparatutto con pistola ottica sequel del popolare videogioco arcade Silent Scope uscito nel 2000, sviluppato e pubblicato da Konami e convertito anche su PlayStation 2 il 18 settembre 2001, il 18 ottobre 2001 in Giappone e il 16 novembre 2001 in Europa .

## Trama
Il giocatore prima affronta pochi nemici lungo il Tower Bridge, a Londra, molti di loro si trovano negli edifici distanti, su navi, o sul ponte stesso. Poi, il giocatore incontra la sua controparte, o Jackal o Falcon (ln base al personaggio scelto). Secondo il comandante del giocatore, un centro di ricerca di armi biologiche nel continente è stato preso sotto il controllo dei terroristi e il suo personale tenuto in ostaggio, inclusa Laura, una scienziata con cui il giocatore ha recentemente avuto un appuntamento (ed anche la sorella della sua controparte).
Il giocatore è poi inviato nel centro ricerche, e uccide diversi nemici. Il giocatore affronta il primo boss, Tanya, che usa un lanciafiamme per incenerire il giocatore. Dopodiché, il giocatore è inviato fuori dalla base sulla neve, affronta altri nemici, e combattere un altro boss, Fox. Dopo aver completato le missioni sulla neve, il giocatore è inviato per recuperare un aereo rubato, dopodiché, affronta un altro boss, Cobra, che sembra essere sopravvissuto al precedente incontro in Silent Scope e dichiari di essere immortale. Il giocatore è inviato presso un rudere con un fiume nelle vicinanze. Il boss, "The Collector", è più ostico dei precedenti, indossa un'armatura integrale e possiede un carrarmato e diverse armi da fuoco. Il giocatore giunge poi in un teatro d'opera e affronta un altro boss, "the Star".
Il boss tenta di lasciare un missile, lasciando dei telecomandi attaccati agli ostaggi, ma Falcon e Jackal accuratamente cancellano il lancio sparando ai telecomandi. Finalmente, il giocatore è inviato verso la base del nemico e combatte una coppia di boss simili a ninja, Sho e Kane, prima di affrontare il grande capo, che è sulla cima di una torre di un orologio con Laura come sua prigioniera, tuttavia, il capo improvvisamente cade, ma le sue manette sono ancora attaccate alla sua prigioniera, il giocatore deve sparare alle manette, il grande capo poi cade e con la sua morte il gioco si conclude.